# La Goleta, Durango
La Goleta är en ort i Mexiko.   Den ligger i kommunen Lerdo och delstaten Durango, i den centrala delen av landet, 800 km nordväst om huvudstaden Mexico City. La Goleta ligger 1 140 meter över havet och antalet invånare är 423.
Terrängen runt La Goleta är kuperad åt sydväst, men åt nordost är den platt. Runt La Goleta är det tätbefolkat, med 308 invånare per kvadratkilometer. Närmaste större samhälle är Torreón, 19,7 km öster om La Goleta. Omgivningarna runt La Goleta är i huvudsak ett öppet busklandskap.